# Parco nazionale del banco di Arguin
Il parco nazionale del banco di Arguin (francese: Parc national du banc d'Arguin) è un'area naturale protetta che si trova sulla costa occidentale della Mauritania tra Nouakchott e Nouadhibou. Il patrimonio dell'umanità è un famoso asilo per uccelli migratori. Vi soggiornano varie specie tra cui fenicotteri, gambecchi frullini, pellicani e sternidi. La maggior parte si trovano sulle coste sabbiose delle isole di Tidra, Niroumi, Nair, Kijji e Arguin. Le acque costiere sono tra le più ricche di pesce dell'Africa occidentale, e le coste ospitano nidi in una concentrazione unica per questa regione. È il banco dove naufragò la Medusa.
Il parco venne istituito per proteggere risorse naturali e fauna ittica, il che ha contribuito in maniera decisiva all'economia nazionale (Hoffmann, 1988), oltre a siti di interesse geologico e scientifico. La grande quantità di terreno paludoso ospita oltre due milioni di uccelli provenienti dall'Europa settentrionale, dalla Siberia e dalla Groenlandia. Il clima temperato e l'assenza dell'uomo rende il parco particolarmente adatto a queste specie. Tra le 25000 e le 40000 coppie di uccelli appartenenti a 15 specie diverse la rendono la colonia più grande dell'Africa occidentale (IUCN - Valutazione Tecnica, 1989).

## Conservazione
Nonostante il parco sia stato istituito per proteggere l'ecosistema, la sovrapesca effettuata da navi straniere poco al largo del parco ha fato diminuire la quantità di pesce causando un declino delle colonie di uccelli (Mepham and Mepham). Nel 2006 la Mauritania vendette all'Unione europea i diritti di pesca in cambio di una riduzione del debito pubblico, rinunciando alla lotta alla sovrapesca, alla difesa della sostenibilità, favorendo un neocolonialismo.

## Abitanti
La popolazione locale comprende circa 2.000 Imraguen che abitano sette villaggi situati all'interno del parco. Basano la propria economia sulla pesca effettuata con tecniche tradizionali.

## Fauna
Il parco è sede di una delle comunità più diversificate del mondo di uccelli che si nutrono di pesci. (Hoffmann, 1988). Sono state registrate almeno 108 specie di uccelli, tipiche dei regni Paleoartico e Afrotropicale. Gli uccelli sono oltre tre milioni e comprendono centinaia di sternidi neri e di fenicotteri rosa, mignattini, corrieri grossi, pivieresse, pivanelli maggiori, pettegole e Pittime minori. L'area è uno dei principali centri per uccelli migratori che arrivano dall'Europa come la spoonbill eurasiatica. Tra gli uccelli ospiti del parco si trovano pellicani bianchi, cormorani africani, sterne zampenere, hydroprogne caspian, sterne reali e sterne comuni, oltre ad altre specie o sottospecie africane, come gli endemici aironi della Mauritania, gli spoonbill eurasiatici della Mauritania e gli aironi schistacei (IUCN, 1987).

## Flora
La zona costiera, o delle Sub-Canarie, si estende per circa 754 chilometri lungo la costa atlantica. I venti oceanici provenienti dalle Canarie influenzano il clima. Le piogge sono rare; a Nouadhibou cadono in media meno di trenta millimetri l'anno, soprattutto tra luglio e settembre. Le temperature sono moderate, spaziando dai massimi di 28 °C e 32 °C di Nouadhibou e Nouakchott, rispettivamente, ai minimi di 16 °C e 19 °C.

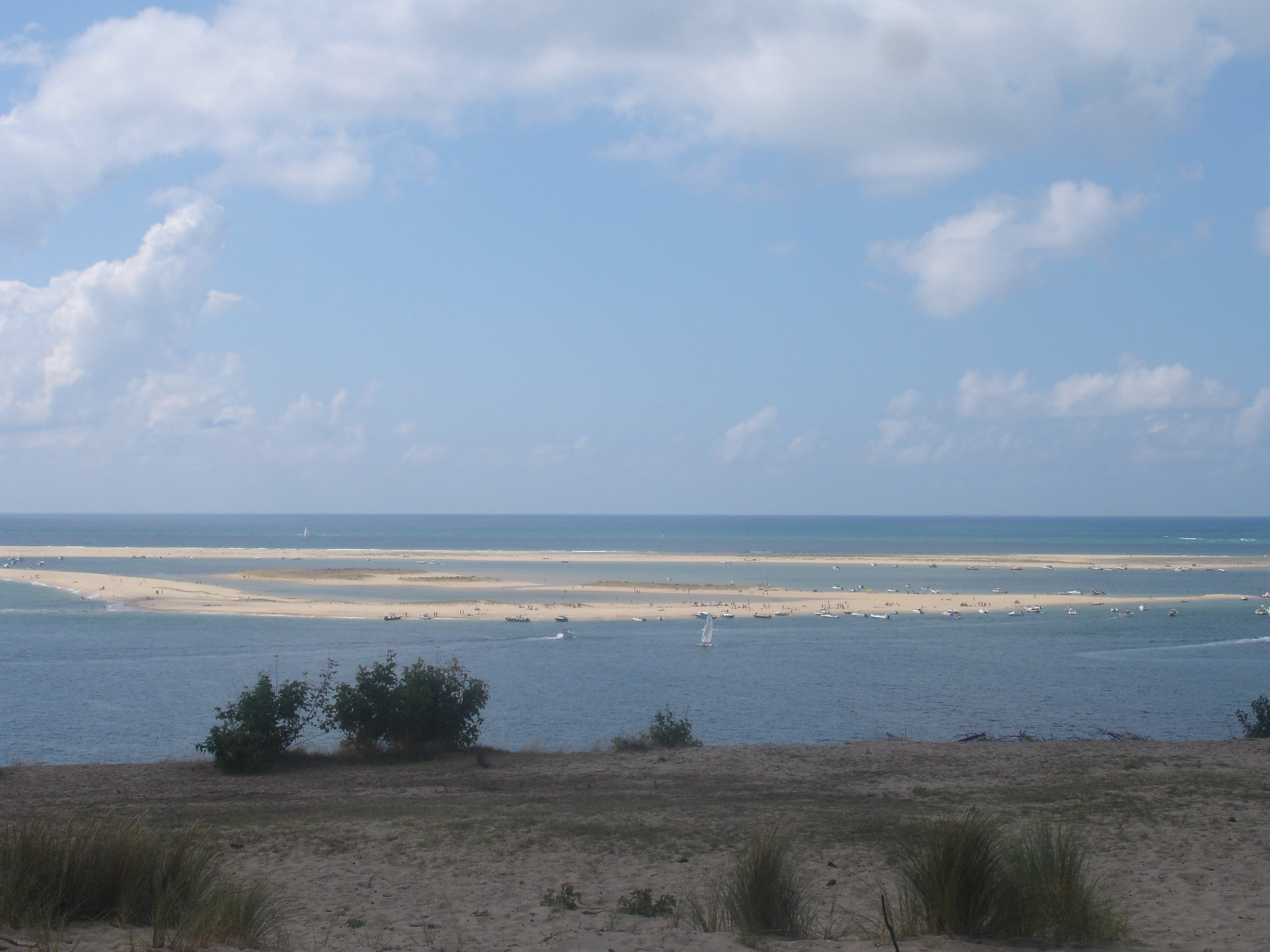
Bassa marea

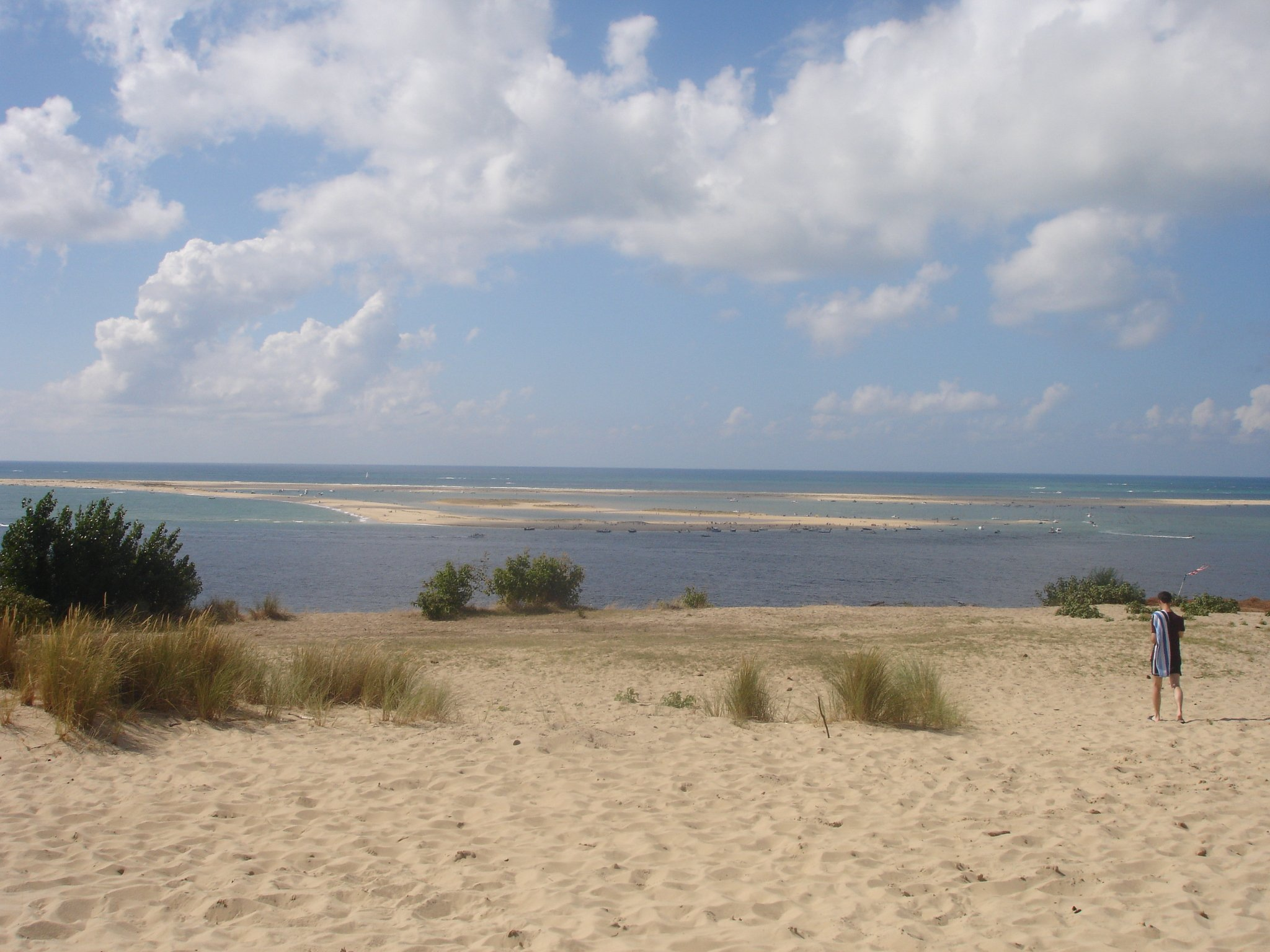
Alta marea

Le spiagge sabbiose caratterizzano l'intera costa. La penisola di Ras Nouadhibou (in precedenza nota come Cap Blanc), che forma Nouadhibou (ex Lévrier Bay) ad est, è lunga cinquanta chilometri e larga fino a tredici. La penisola è amministrativamente divisa tra il Sahara Occidentale e la Mauritania. Dakhlet Nouadhibou, uno dei più grandi porti naturali della costa africana occidentale, è lungo 43 chilometri e largo 32 nel punto di massima ampiezza. Cinquanta chilometri a sud-est di Ras Nouadhibou si trova Arguin. Nel 1455 la prima installazione portoghese a sud di Cape Bojador (attualmente nel Sahara Occidentale) venne eretta ad Arguin. Ancora più a sud si trova solo un promontorio alto sette metri di nome Cape Timiris. Da questo promontorio alla circostante zona paludosa vicino alla foce del fiume Senegal, la costa è regolare e segnata solo da qualche sporadica duna.
Sulle dune costiere la vegetazione è rara. Ai piedi delle collinette, comunque, si trovano arbusti, acacie selvatiche ed altro. Nella zona centrale cresce un minimo di erba.

## Storia
A causa della ricca pesca e della locazione strategica il territorio è sempre stato conteso della potenze coloniali di Portogallo, Francia, Inghilterra, Prussia/Germania e Olanda.
- Isola di Arguin

1445 - 5 febbraio 1633 Governo portoghese (Arguim).

5 febbraio 1633 - 1678 Olandese (breve occupazione inglese nel 1665).

1º settembre 1678 - settembre 1678 Occupazione francese.

settembre 1678 Abbandonato.

5 ottobre 1685 - 7 marzo 1721 Brandeburgo (dal 1701 i prussiani).

7 marzo 1721 - 11 gennaio 1722 Colonia francese.

11 gennaio 1722 - 20 febbraio 1724 Colonia olandese.

20 febbraio 1724 - marzo 1728 Colonia francese.
- Il naufragio della Medusa -La Méduse era una fregata francese che si arenò nel golfo di Arguin. Nel 1816 la scena fu soggetto di un dipinto di Théodore Géricault intitolato "La zattera della Medusa", in mostra al Louvre di Parigi, in Francia.

Malgrado la dominazione spagnola degli Almoravidi dell'XI e XII secolo, ci sono pochi reperti dei contatti del tempo tra Mauritania ed Europa. Le coste inospitali del paese continuarono a scoraggiare i viaggiatori finché i portoghesi non iniziarono l'esplorazione dell'Africa nel XV secolo. Attirati dalle leggende di inestimabili tesori custoditi nei regni interni, i portoghesi stabilirono una fortezza commerciale ad Arguin, a sud-est di Cap Blanc (l'attuale Ras Nouadhibou), nel 1455. Il re del Portogallo mise anche un agente commerciale ad Ouadane nel tentativo di intercettare l'oro che viaggiava verso nord su carovane. Dopo aver avuto poco successo nella loro corsa all'oro, i portoghesi cambiarono il l'oggetto dei loro commerciato, passando agli schiavi. A metà del XV secolo venivano esportati circa 1000 schiavi l'anno verso l'Europa e le piantagioni di zucchero sull'isola di São Tomé nel Golfo di Guinea.
Con la fusione delle corone portoghese e spagnola del 1580, gli spagnoli divennero la potenza più influente sulla costa. Nel 1638, comunque, vennero sostituiti dagli olandesi, primi ad utilizzare la rotta araba della gomma. Prodotta dagli alberi di acacia di Trarza e Brakna ed usata nelle industrie tessili, questa gomma veniva considerata superiore a quella prodotta in Arabia. Dal 1678 i francesi cacciarono gli olandesi stabilendo un insediamento permanente a Saint Louis alla foce del fiume Senegal, dove la Compagnia Francese del Fiume Senegal (Compagnie Française du Sénégal) operò per oltre 50 anni.
I mori con cui trattavano gli europei, considerando l'eterna rivalità tra le potenze europee un segno di debolezza, conquistarono benefici aizzando le potenze una contro l'altra. Ad esempio, accettarono di cedere contemporaneamente il monopolio a francesi ed olandesi. Quando i francesi negoziarono con gli amir di Trarza per assicurarsi il monopolio della gomma, gli amir chiesero in cambio molti regali. I mori si aspettavano un pagamento annuale per trattare con un governo o una compagnia. Dal 1763 gli inglesi cacciarono i francesi dalla costa occidentale africana, ed i francesi tornarono solo dopo che il Congresso di Vienna del 1815 riconobbe la sovranità francese su quella costa da Capo Blanco fino al Senegal, a sud.